# Кристиана Саксен-Мерзебургская
Кристиана Саксен-Мерзебургская (нем. Christiane von Sachsen-Merseburg; 1 июня 1659, Мерзебург — 13 марта 1679, Эйзенберг) — принцесса Саксен-Мерзебургская из альбертинской линии Веттинов, в замужестве герцогиня Саксен-Эйзенбергская.

## Биография
Кристиана — вторая дочь герцога Кристиана I Саксен-Мерзебургского и его супруги Кристианы Шлезвиг-Гольштейн-Зондербург-Глюксбургской, дочери герцога Филиппа Шлезвиг-Гольштейн-Зондербург-Глюксбургского.
13 февраля 1677 года в Мерзебурге Кристиана вышла замуж за Кристиана Саксен-Эйзенбургского, сына Эрнста I Саксен-Гота-Альтенбургского и Елизаветы Софии Саксен-Альтенбургской. У супругов родилась
- Кристиана (1679—1722), принцесса Саксен-Эйзенбергская, замужем за Филиппом Эрнстом Шлезвиг-Гольштейн-Зондербург-Глюксбургским.

Кристиана умерла рано в возрасте 19 лет, вероятно, от родовой горячки. В память о ней вдовец построил в Эйзенберге дворцовую церковь. Кристиана похоронена в княжеской усыпальнице в Мерзебургском соборе.
После смерти Кристианы её вдовец женился в 1681 году на принцессе Софии Марии Гессен-Дармштадтской, дочери ландграфа Людвига VI Гессен-Дармштадтского.